# Wilfred Baddeley
Pour les articles homonymes, voir Baddeley.
Wilfred Baddeley, né le 11 janvier 1872 à Bromley et mort le 24 janvier 1929 à Menton en France, est un joueur de tennis britannique.
Il a remporté Wimbledon à plusieurs reprises, en simple et en double avec son frère jumeau Herbert.

## Palmarès (partiel)

### Titres en simple
|   | Date | Nom et lieu du tournoi       | Cat.      | ($) | Surf.        | Finaliste         | Score                   |          |
| - | ---- | ---------------------------- | --------- | --- | ------------ | ----------------- | ----------------------- | -------- |
| 1 | 1891 | The Championships, Wimbledon | G. Chelem |     | Herbe (ext.) | Joshua Pim        | 6-4, 1-6, 7-5, 6-0      | Parcours |
| 2 | 1892 | The Championships, Wimbledon | G. Chelem |     | Herbe (ext.) | Joshua Pim        | 4-6, 6-3, 6-3, 6-2      | Parcours |
| 3 | 1895 | The Championships, Wimbledon | G. Chelem |     | Herbe (ext.) | Wilberforce Eaves | 4-6, 2-6, 8-6, 6-2, 6-3 | Parcours |

### Finales perdues en simple
|   | Date | Nom et lieu du tournoi       | Cat.      | ($) | Surf.        | Vainqueur     | Score                   |          |
| - | ---- | ---------------------------- | --------- | --- | ------------ | ------------- | ----------------------- | -------- |
| 1 | 1893 | The Championships, Wimbledon | G. Chelem |     | Herbe (ext.) | Joshua Pim    | 3-6, 6-1, 6-3, 6-2      | Parcours |
| 2 | 1894 | The Championships, Wimbledon | G. Chelem |     | Herbe (ext.) | Joshua Pim    | 10-8, 6-2, 8-6          | Parcours |
| 3 | 1896 | The Championships, Wimbledon | G. Chelem |     | Herbe (ext.) | Harold Mahony | 6-2, 6-8, 5-7, 8-6, 6-3 | Parcours |

### Titres en double
|   | Date | Nom et lieu du tournoi       | Cat.      | ($) | Surf.        | Partenaire       | Finalistes                           | Score                   |          |
| - | ---- | ---------------------------- | --------- | --- | ------------ | ---------------- | ------------------------------------ | ----------------------- | -------- |
| 1 | 1891 | The Championships, Wimbledon | G. Chelem |     | Herbe (ext.) | Herbert Baddeley | Joshua Pim Frank Stoker              | 6-1, 6-3, 1-6, 6-2      | Parcours |
| 2 | 1894 | The Championships, Wimbledon | G. Chelem |     | Herbe (ext.) | Herbert Baddeley | Harold Barlow Charles Martin         | 5-7, 7-5, 4-6, 6-3, 8-6 | Parcours |
| 3 | 1895 | The Championships, Wimbledon | G. Chelem |     | Herbe (ext.) | Herbert Baddeley | Ernest Lewis Herbert Wilberforce     | 8-6, 5-7, 6-4, 6-3      | Parcours |
| 4 | 1896 | The Championships, Wimbledon | G. Chelem |     | Herbe (ext.) | Herbert Baddeley | Reginald Frank Doherty Harold Nisbet | 1-6, 3-6, 6-4, 6-2, 6-1 | Parcours |

### Finales en double
|   | Date | Nom et lieu du tournoi       | Cat.      | ($) | Surf.        | Vainqueurs                                   | Partenaire       | Score              |          |
| - | ---- | ---------------------------- | --------- | --- | ------------ | -------------------------------------------- | ---------------- | ------------------ | -------- |
| 1 | 1892 | The Championships, Wimbledon | G. Chelem |     | Herbe (ext.) | Ernest Lewis Harold Barlow                   | Herbert Baddeley | 4-6, 6-2, 8-6, 6-4 | Parcours |
| 2 | 1897 | The Championships, Wimbledon | G. Chelem |     | Herbe (ext.) | Reginald Frank Doherty Hugh Lawrence Doherty | Herbert Baddeley | 6-4, 4-6, 8-6, 6-4 | Parcours |

### Titres en double mixte
aucun

### Finales en double mixte
aucune